# Las cariñosas (película de 1953)
Las cariñosas es una película de comedia mexicana de 1953 escrita y dirigida por Fernando Cortés, y protagonizada por Amalia Aguilar, Lilia del Valle y Silvia Pinal. Ésta fue la última película protagonizada por el trío actoral femenino compuesto por Del Valle, Aguilar y Pinal. La escenografía del interior de la mansión donde se encuentran los tres principales personajes femeninos es la misma que apareció en la anterior película, Mis tres viudas alegres (1952), junto a Adalberto Martínez "Resortes". La trama gira en torno a tres enfermeras expulsadas de un hospital en Guadalajara debido a su mera presencia que altera a los pacientes. Las tres mujeres deciden viajar a la Ciudad de México donde trabajan como modelos y cabereteras. Sin embargo todo se complica cuando se ven envueltas en una serie de engaños y matrimonios por conveniencia, y a partir de ello ocurren distintas historias que ocasionan muchas situaciones cómicas y divertidas.

## Sinopsis
Laura (Amalia Aguilar), Lola (Lilia del Valle) y Carmen Santibañes (Silvia Pinal) son un trío de enfermeras de Guadalajara, expulsadas de un hospital porque alteran con su mera presencia a los pacientes. Esto las obliga a viajar a la Ciudad de México donde trabajan como modelos y cabareteras. Según el trío femenino, estas son atacadas por un raro microbio llamado Sexafilococo y solo existe una cura para exterminarlo: un antídoto llamado Matrocilina. Así que deciden conquistar a tres millonarios de la familia Mendoza, quienes acaban de seguirlas de vuelta a Guadalajara: Laura hace pareja con el padre, Don Fernando (Víctor Junco), Carmen con el hijo, Fernando Jr. (Felipe de Alba) y Lola con un primo, Pedro (Tito Novaro) y su verdad quedará expuesta, pues su remedio solo consistía en lograr casarse con un marido opulento.

## Elenco
- Amalia Aguilar como Laura
- Lilia del Valle como Lola
- Silvia Pinal como Carmen Santibañes
- Sara Guasch como Fifi
- Víctor Junco como Don Fernando Mendoza
- Felipe de Alba como Fernando Mendoza Jr.
- Tito Novaro como Pedro Mendoza
- José Pidal como Baldomero, mayordomo
- Alfredo Varela "Varelita" como Alberto Covarrubias
- Nicolás Rodríguez como Dr. Castrillón
- Marion del Valle como Lulu
- Consuelo Pastor como Lily
- Armando Acosta como Espectador
- Norma Ancira
- Armando Arriola como Auditor de ferrocarril
- Magda Donato como Enfermera
- Rafael Icardo como Comisario
- Pompín Iglesias como Botones
- Carlos Martínez Baena
- Manuel Noriega como Paciente anciano.
- Carlos Robles Gil como Espectador
- Humberto Rodríguez como Paciente
- Alfonso Torres
- Manuel «Loco» Valdés como Bailarín

## Comentarios
Para Emilio García Riera en El cine de Silvia Pinal (1998), «lo mismo que en su cinta anterior, Mis tres viudas alegres, Amalia Aguilar, Lilia del Valle y Silvia Pinal forman en esta comedia musical un trío de mujeres aguerridas, formadas y nuevamente dirigidas por Fernando Cortés».